# Дубули
Ду́були (латыш. Dubuļi) — населённый пункт в Резекненском крае Латвии. Входит в состав Каунатской волости. Находится у региональной автодороги P55 (Резекне—Дагда) на берегу озера Дубули. Расстояние до города Резекне составляет около 36,9 км. По данным на январь 2021 года, в населённом пункте проживало 164 человека.
В 3 км к северо-востоку от села находится Лиелайс Лиепукалнс — высочайший холм Латгальской возвышенности (289,3 м).

## История
В советское время населённый пункт входил в состав Каунатского сельсовета Резекненского района. В селе располагалась центральная усадьба совхоза «Дубули».